# BGI
BGI (kinesisk: 华大基因 pinyin: Huádà Jīyīn), kendt som Beijing Genomics Institute før 2008, er en af verdens førende organisationer inden for genomsekvensering. Det forventes at firmaet snart gennemfører mere end 15.000 menneskers genomer om året.
BGI kommer til at modtage 1,5 milliarder amerikanske dollars i funder over de næste 10 år fra China Development Bank.
BGI har fra 2011 engageret sig i Danmark, hvor de har placeret deres europæiske hovedkvarter. I et samarbejde med Aarhus Universitet, Københavns Universitet og Danmarks Tekniske Universitet har de et større sekvenseringsprojekt i støbeskeen, der skal kortlægge en standardpool for danskernes gener. BGI har i første omgang investeret 60 millioner kroner i projektet, mens højteknologifonden har postet 86 millioner i det.